# 安来市広域生活バス
安来市広域生活バス（やすぎしこういきせいかつバス）は、島根県安来市が運行するコミュニティバス（自治体バス）である。愛称は「イエローバス」。自家用自動車（白ナンバー）による有償運送（いわゆる80条バス）路線である。大新東に運行業務を委託している。

## 概要

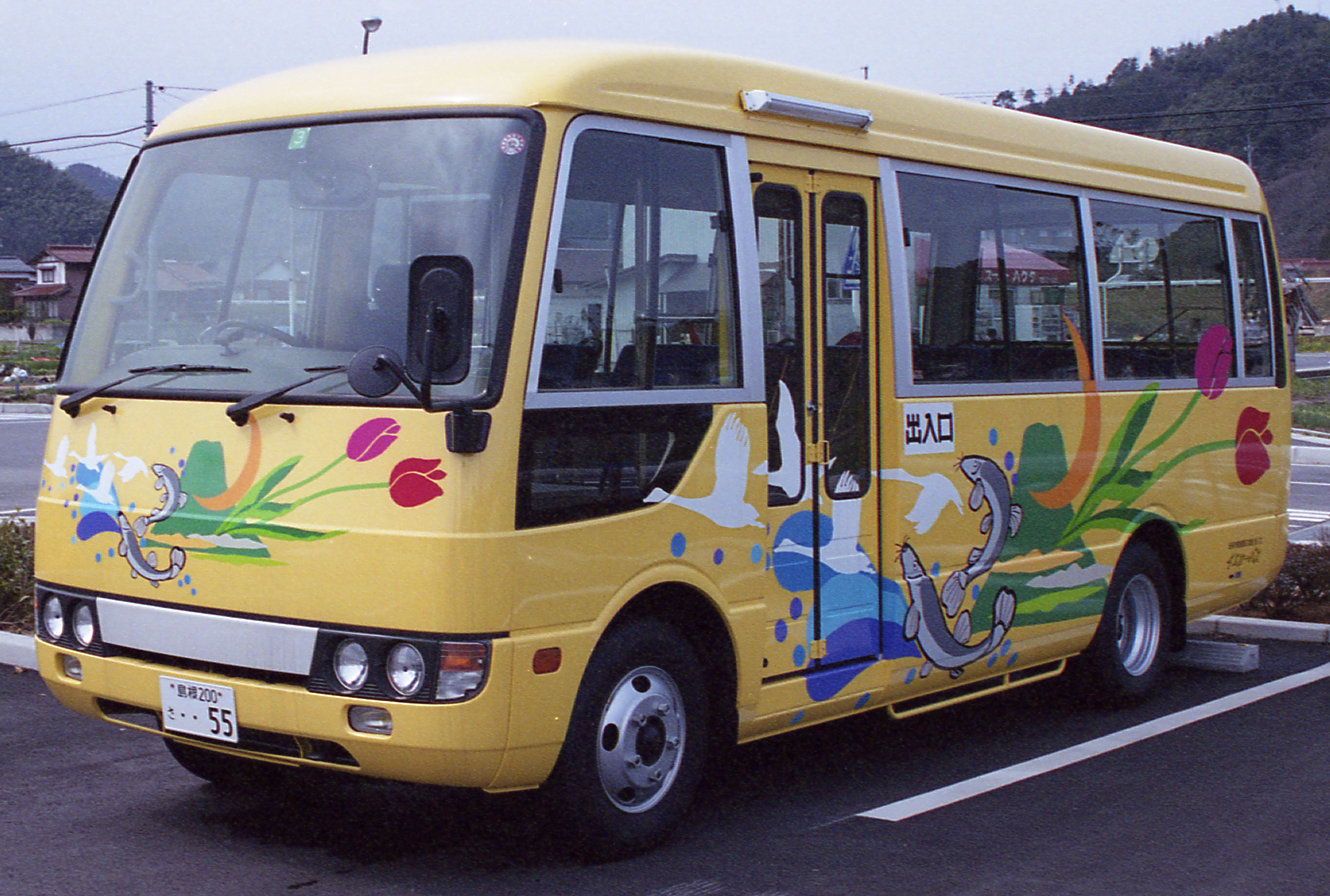
安来能義広域行政組合が運行していた当時の車両（2000年撮影）

かつてこの路線は一畑電気鉄道（現・一畑バス、以下「一畑電鉄」）が運行していたが、赤字のため撤退することとなり、これを受けて、安来市・広瀬町・伯太町で構成する安来能義広域行政組合は、廃止代替バスを運行することになった。受託運行事業者の選定に当たっては、日本国内で初めて入札制を採用し、一畑電鉄・日ノ丸自動車・大新東・日本道路興運の4社が入札に参加した。その結果、入札価格がもっとも安かった大新東が落札し、2000年4月1日より運行開始した。
2004年10月1日、安来市・広瀬町・伯太町が新設合併し、新・安来市となったため、安来能義広域行政組合は解散し、新・安来市に運行主体が継承された。
一部の路線は松江市、鳥取県米子市にも乗り入れているが、祇園町 - 米子駅の区間のみの利用はできない。年始（1月1日 - 1月3日）は運休となる。

### 営業所（車庫）の所在地
- 安来バスターミナル
  - 島根県安来市安来町1068番地1
- 広瀬バスターミナル
  - 島根県安来市広瀬町広瀬1006番地
- 赤屋バスターミナル
  - 島根県安来市伯太町赤屋117番地1

なお、広瀬バスターミナルは、一畑電気鉄道広瀬線の廃線後、1960年7月15日に発足した一畑電気鉄道（バス）出雲広瀬駅（広瀬営業所）だったもので、駅舎は一畑電気鉄道バス出雲広瀬駅発足時の1960年に新築されたものである。ウェブサイトなどで散見される一畑電気鉄道広瀬線出雲広瀬駅の駅舎を移築したという情報は誤りである。

## 沿革
- 2000年4月1日 安来能義広域行政組合が運行主体となり、大新東に委託する形で運行開始。
- 2004年10月1日 旧・安来市・広瀬町・伯太町が新設合併し、新・安来市となったため、安来能義広域行政組合が解散。運行主体は新・安来市に継承された。
- 2020年4月1日 日ノ丸自動車が運行する「松江線（米子駅 - 黒田町車庫）」の大幅減便に伴い、安来 - 竹矢線を運行開始[2]。
- 2020年10月1日 日ノ丸自動車が運行する「松江線（米子駅 - 黒田町車庫）」の廃止に伴い、米子市内のバス停を増設。米子市内の乗降制限を祇園町 - 米子駅間のみに短縮。安来市内と米子市内間を相互に乗車する場合の料金を撤廃し、大人200円、小学生、障害者等、高齢者（75歳以上）100円に値下げ。

## 運賃・乗車券類
- 料金は各路線とも大人200円、小学生、障害者等、高齢者（75歳以上）は100円、幼児は無料となっている。
  - 但し、安来－竹矢線においては以下の通りとなる。
    - 安来市内のみを乗車する場合：大人200円、小学生、障害者等、高齢者（75歳以上）は100円
    - 安来－竹矢線において松江市内のみを乗車する場合：大人200円、小学生、障害者等、高齢者（75歳以上）は100円
    - 安来－竹矢線において安来市内と松江市内間を跨いで乗車する場合：大人400円、小学生、障害者等、高齢者（75歳以上）は200円
- 定期券
  - 通勤定期券：1箇月7,000円、2箇月13,300円、3箇月18,900円（障害者等は半額）
  - 通学定期券（大人）：1箇月6,000円、2箇月11,400円、3箇月16,200円（障害者等は半額）
  - 通学定期券（小学生）：1箇月3,000円、2箇月5,700円、3箇月8,100円（障害者等は半額）
  - シルバー定期券（65歳以上）：1箇月3,200円、2箇月6,080円、3箇月8,640円
  - フリー定期券：6箇月35,000円
- 回数券
  - 1,000円券（100円券の11枚綴り）、2,000円券（200円券の11枚綴り）
- 一日乗車券（500円）
  - 但し、安来―竹矢線に市境をまたいで乗車する場合は200円の加算運賃が別途必要となる。
- わいわいパス（米子市内600円、広域1,000円）
  - 日ノ丸バスや日本交通などとの共通一日券。デジタルチケットで、平日は10時以降、土休日は終日利用可能。
  - ただし、安来-竹矢線の松江市内区間（羽入 - 竹矢）では使用できない。
  - 米子市内一日券は米子市内区間（米子駅 - 陰田）のみ使用可能。

- なお、他社の一般路線の乗車券類は使用できない。

## 路線
（停留所名）は一部の便のみ停車。〈停留所名/停留所名〉はどちらかを経由。鳥取県米子市に乗り入れる路線はいずれも米子市内のうち祇園町 - 米子駅間のみの利用は不可。
- 買い物バス
  - 2 和鋼博物館前 - 安来駅 - 安来市役所前 - 丸合前 - （プラーナ前 - 日立記念病院 - プラーナ前） - 今津 - 赤江 - （神塚団地） - 荒島駅 - 福井団地 - プラーナ前 - 日立記念病院 - プラーナ前 - 丸合前 - 安来市役所前 - 安来駅 - 和鋼博物館前
    - 上記は外回り。内回りは文末方向から順番にとまる。
- スクールバス
  - 3 和田団地 - 汐彩団地入口 - 汐彩団地 - 島田 - 島田小学校
    - 土曜日・日曜日・祝日は運休。
- 安来 - 吉田線
  - 4 第一病院新館前 - 和鋼博物館前 - 安来駅 - 安来市役所前 - 丸合前 - プラーナ前 - 山辺 - 月坂 - 飯生 - 利弘 - 南小学校前 - 大塚下町（ゲゲゲの女房のふるさと） - 松実町 - 上吉田
  - 4 第一病院新館前 - 和鋼博物館前 - 安来駅 - 安来市役所前 - 丸合前 - プラーナ前 - 加茂 - 飯生 - 利弘 - 南小学校前 - 大塚下町（ゲゲゲの女房のふるさと） - 松実町 - 上吉田
  - 4 第一病院新館前 - 和鋼博物館前 - 安来駅 - 〈大市場（安来駅方面行きのみ）/御幸（上吉田方面行きのみ）〉 - 市民体育館前 - 山辺 - 月坂 - 飯生 - 利弘 - 南小学校前 - 大塚下町（ゲゲゲの女房のふるさと） - 松実町 - 上吉田
  - 4 第一病院新館前 - 和鋼博物館前 - 安来駅 - 〈大市場（安来駅方面行きのみ）/御幸（上吉田方面行きのみ）〉 - 市民体育館前 - 加茂 - 飯生 - 利弘 - 南小学校前 - 大塚下町（ゲゲゲの女房のふるさと） - 松実町 - 上吉田
  - 4 和鋼博物館前 → 安来駅 → 御幸 → 市民体育館前 → 日立記念病院前 →  宮内 → 安来高校前 → 早田 → 清水坂下 → 吉田口 → 上吉田
  - 4 上吉田 → 松実町 → 大塚下町（ゲゲゲの女房のふるさと） → 南小学校前 → 利弘 → 飯生 → 情報科学高校前 → 西赤江 → 荒島駅 → 赤江 → 今津 → 丸合前 → 安来市役所前 → 安来駅 → 和鋼博物館前
- 市街地循環バス
  - 5（安来駅 → 和田団地 → 汐彩団地入口 →） 安来駅 → 安来市役所前 → いない前 → 丸合前 → 和鋼博物館前 → 第一病院新館前 → 丸合前 → プラーナ前 → 日立記念病院 → 大市場 → 安来駅 （→ 和田団地 → 汐彩団地入口 → 安来駅）
- アルテピア線
  - 6 安来駅 → 安来市役所前 → 丸合前 → プラーナ前 → アルテピア（総合文化ホール） → 上今津公会堂前 → 今津 → 丸合前 → 安来市役所前 → 安来駅
    - 火曜日（ただし祝日の場合はその翌日）は運休。
- 広瀬 - 清水 - 米子線
  - 7 広瀬バスターミナル - せんだん橋 - 市立病院前 - 鷺の湯温泉・足立美術館前 - 夢ランド - 米原前 - 実松口 - 飯生 - 利弘 - 南小学校前 - 大塚下町（ゲゲゲの女房のふるさと） - 松実町 - 吉田口 - 清水坂下 - 清水寺 - 清水坂下 - 清水入口 - 吉佐 - 陰田 - 祇園町日ノ丸前 - 米子城入口（広瀬バスターミナル行きの乗車・米子駅行きの降車のみ） - 米子駅
    - 吉佐以西は安来市内、陰田以東は米子市内となる。米子市内は快速便扱いとなる。
- 広瀬 - 安来 - 米子線
  - 7 広瀬バスターミナル - せんだん橋 - 市立病院前 - 鷺の湯温泉・足立美術館前 - （安来節演芸館） - （夢ランド） - 米原前 - 能義神社前 - 情報科学高校入口 - 加茂 - （宮内 - 日立記念病院前） - 市民体育館前 - 御幸 - 安来駅 - 汐彩団地入口 - 汐彩団地 - 島田 - 清水入口 - 吉佐 - 陰田 - 祇園町日ノ丸前 - 米子城入口（広瀬バスターミナル行きの乗車・米子駅行きの降車のみ） - 米子駅
    - 吉佐以西は安来市内、陰田以東は米子市内となる。米子市内は快速便扱いとなる。

  - 7 広瀬バスターミナル - せんだん橋 - 市立病院前 - 鷺の湯温泉・足立美術館前 - （安来節演芸館） - （夢ランド） - 米原前 - 能義神社前 - 情報科学高校入口 - 加茂 - （宮内 - 日立記念病院前） - プラーナ前 - 丸合前 - 安来市役所前 - 安来駅 - 汐彩団地入口 - 汐彩団地 - 島田 - 清水入口 - 吉佐 - 陰田 - 祇園町日ノ丸前 - 米子城入口（広瀬バスターミナル行きの乗車・米子駅行きの降車のみ） - 米子駅
    - 吉佐以西は安来市内、陰田以東は米子市内となる。米子市内は快速便扱いとなる。

  - 7 広瀬バスターミナル - せんだん橋 - 市立病院前 - 鷺の湯温泉・足立美術館前 - （安来節演芸館） - （夢ランド） - 米原前 - 能義神社前 - 情報科学高校入口 - 加茂 - （宮内 - 日立記念病院前） - 市民体育館前 - 御幸 - 安来駅 - 汐彩団地入口 - 汐彩団地 - 島田 - （島田小学校） - 清水入口 - 吉佐入口
  - 7 広瀬バスターミナル - せんだん橋 - 市立病院前 - 鷺の湯温泉・足立美術館前 - （安来節演芸館） - （夢ランド） - 米原前 - 能義神社前 - 情報科学高校入口 - 加茂 - （宮内 - 日立記念病院前） - プラーナ前 - 丸合前 - 安来市役所前 - 安来駅 - 汐彩団地入口 - 汐彩団地 - 島田 - （島田小学校） - 清水入口 - 吉佐入口
  - 7 広瀬バスターミナル - せんだん橋 - 市立病院前 - 鷺の湯温泉・足立美術館前 - 米原前 - 能義神社前 - （情報科学高校前） - 情報科学高校入口 - 加茂 - 宮内 - 日立記念病院前 - 市民体育館前 - 御幸 - 安来駅 - 和鋼博物館前
  - 7 広瀬バスターミナル - せんだん橋 - 市立病院前 - 鷺の湯温泉・足立美術館前 - 米原前 - 能義神社前 - 情報科学高校入口 - 加茂 - 宮内 - 日立記念病院前 - プラーナ前 - 丸合前 - 安来市役所前 - 安来駅 - 和鋼博物館前
- 広瀬 - 荒島線
  - 8 広瀬バスターミナル - せんだん橋 - 市立病院前 - 鷺の湯温泉・足立美術館前 - （安来節演芸館） - 飯梨小学校前 - （情報科学高校前） - 西赤江 - 荒島駅
  - 8 広瀬バスターミナル - せんだん橋 - 市立病院前 - 鷺の湯温泉・足立美術館前 - 米原前 - 能義神社前 - 情報科学高校前 - 西赤江 - 荒島駅 （→ 赤江 → 今津 → 丸合前 → 安来市役所前 → 安来駅 → 和鋼博物館前）
  - 8 広瀬バスターミナル - せんだん橋 - 市立病院前 - 鷺の湯温泉・足立美術館前 - 米原前 - 実松口 - 情報科学高校前 - 西赤江 - 荒島駅
- 広瀬 - 宇波線
  - 9 （広瀬中学校） - 広瀬バスターミナル - （市立病院前 - せんだん橋） - 廿原堤神社前 - 菅原交流センター前 - 市原 - 落合 - 〔宮上 → 宮上公会堂前 → （笹刈農道入口） → 宮上公会堂前 → 宇波 → 滝の里 → （滝奥） → 滝の里 → 坂の下〕（循環）
    - 広瀬中学校 - 広瀬バスターミナル間は土曜日・日曜日・祝日は運休。宮上公会堂前 - 笹刈農道入口間・滝の里 - 滝奥間は4月1日 - 11月30日のみ運行。
- 広瀬 - 奥田原線
  - 10 （広瀬中学校） - 広瀬バスターミナル - （市立病院前 - せんだん橋） - 福頼橋 - （奥谷） - 山佐ダム - 嫁こい観音入口 - 奥田原山口入口
    - 広瀬中学校 - 広瀬バスターミナル間は土曜日・日曜日・祝日は運休。

  - 10 広瀬バスターミナル - 〔広瀬中学校 → 市立病院前〕 - （せんだん橋） - 福頼橋 - 奥谷 - 山佐ダム - 嫁こい観音入口 - 奥田原山口入口
    - 土曜日・日曜日・祝日は運休。
- 広瀬 - 西比田線
  - 11 広瀬バスターミナル - （市立病院前 - せんだん橋） - 廿原堤神社前 - 菅原交流センター前 - 市原 - 加納美術館入口 - 川原前 - 乙見 - 布部ダム - 西谷尻 - （木呂畑入口 - 西谷中谷入口 - 第一集会所前 - 西谷中谷入口 - 木呂畑入口） - 西谷尻 - 上福留橋 - 〔古市 → 西比田車庫 → 比田いきいき交流館〕（循環）
    - 西比田車庫・比田いきいき交流館で奥出雲交通の三成 - 亀嵩 - 西比田線に接続。

  - 11 （広瀬中学校） - 広瀬バスターミナル - （市立病院前 - せんだん橋） - 廿原堤神社前 - 菅原交流センター前 - 市原 - 加納美術館入口 - 川原前 - 乙見 - 布部ダム - 西谷尻 - （木呂畑入口 - 西谷中谷入口 - 第一集会所前 - 西谷中谷入口 - 木呂畑入口） - 西谷尻 - 上福留橋 - 〔古市 → 西比田車庫 → 比田いきいき交流館〕 - 比田温泉入口 - 道城
    - 広瀬中学校 - 広瀬バスターミナル間は土曜日・日曜日・祝日は運休。西比田車庫・比田いきいき交流館で奥出雲交通の三成 - 亀嵩 - 西比田線に接続。

  - 11 広瀬バスターミナル - 市立病院前 - せんだん橋 - 廿原堤神社前 - 菅原交流センター前 - 市原 - 加納美術館入口 - 川原前 - 〔前谷 → 道城 → 比田温泉入口 → 古市 → 西比田車庫 → 比田いきいき交流館 → 金屋子神社前 → 木呂畑入口 → 西谷中谷入口 → 第一集会所前 → 西谷中谷入口 → 木呂畑入口 → 西谷尻 → 乙見〕（循環）
    - 4月1日 - 11月30日のみ運行。ただし土曜日・日曜日・祝日は運休。西比田車庫・比田いきいき交流館で奥出雲交通の三成 - 亀嵩 - 西比田線に接続。

  - 11 （せんだん橋 - 市立病院前 -） 広瀬バスターミナル - 廿原堤神社前 - 菅原交流センター前 - 市原 - 加納美術館入口 - 川原前 - 乙見 - 布部ダム - 西谷尻 - 〔上福留橋 → 比田温泉入口 → 道城 → 比田温泉入口 → 古市 → 西比田車庫 → 比田いきいき交流館 → 金屋子神社前 → 木呂畑入口 → 西谷中谷入口 → 第一集会所前 → 西谷中谷入口 → 木呂畑入口〕（循環）
    - 4月1日 - 11月30日のみ運行。ただし土曜日・日曜日・祝日は運休。西比田車庫・比田いきいき交流館で奥出雲交通の三成 - 亀嵩 - 西比田線に接続。

  - 11 （せんだん橋 - 市立病院前 -） 広瀬バスターミナル - 廿原堤神社前 - 菅原交流センター前 - 市原 - 加納美術館入口 - 川原前 - 乙見 - 布部ダム - 西谷尻 - （木呂畑入口 - 西谷中谷入口 - 第一集会所前 - 西谷中谷入口 - 木呂畑入口） - 西谷尻 - 上福留橋 - 〔比田温泉入口 → 道城 → 比田温泉入口 → 古市 → 西比田車庫 → 比田いきいき交流館〕（循環）
    - 12月1日 - 3月31日のみ運行。ただし土曜日・日曜日・祝日は運休。西比田車庫・比田いきいき交流館で奥出雲交通の三成 - 亀嵩 - 西比田線に接続。

  - 11 広瀬バスターミナル - 広瀬中学校 - （市立病院前 - せんだん橋） - 廿原堤神社前 - 菅原交流センター前 - 市原 - 布部交流センター入口 - 乙見 - 布部ダム - 西谷尻 - 木呂畑入口 - 西谷中谷入口 - 第一集会所前 - 第一集会所上
    - 土曜日・日曜日・祝日は運休。

  - 11 広瀬バスターミナル - 〔広瀬中学校 → 市立病院前〕 - （せんだん橋） - 廿原堤神社前 - 菅原交流センター前 - 市原 - 布部交流センター入口 - 乙見 - 布部ダム - 西谷尻 - 上福留橋 - 古市 - 西比田車庫 - 比田いきいき交流館 - 比田温泉入口 - 道城
    - 土曜日・日曜日・祝日は運休。
- 上小竹 - 赤屋 - 伯太 - 広瀬線
  - 12 上小竹 - （新田谷 - 下小竹谷公民館前 - （久之谷） - 下小竹谷公民館前 - 新田谷） - 赤屋 - 和子 - 井尻 - 伯太庁舎 - 大塚 - 大塚下町（ゲゲゲの女房のふるさと） - 南小学校前 - 出雲織・のき白鳥の里 - 情報科学高校前 - 能義神社前 - 米原前 - （夢ランド - （安来節演芸館）） - 鷺の湯温泉・足立美術館前 - 市立病院前 - せんだん橋 - 広瀬バスターミナル
    - 久之谷 - 下小竹谷公民館前間は3月2日 - 12月25日のみ運行。
- 草野 - 赤屋 - 伯太 - 安来線
  - 13 草野 - 下十年畑（県道） - 赤屋 - 和子 - 井尻 - 伯太庁舎 - （医師会診療所前 - （宮中団地 - 安田交流センター前）） - 大塚 - 雲樹寺入口 - 宇賀荘 - 山辺 - 市民体育館前 - 〈御幸/大市場（安来駅方面行きのみ）〉 - 安来駅 - 和鋼博物館前
  - 13 草野 - 下十年畑（県道） - 赤屋 - 和子 - 井尻 - 伯太庁舎 - 医師会診療所前 - 大塚 - 雲樹寺入口 - 宇賀荘 - 山辺 - プラーナ前 - 丸合前 - 安来市役所前 - 安来駅 - 和鋼博物館前
  - 13 草野 - 下十年畑（県道） - 赤屋 - 和子 - 井尻 - 伯太庁舎 - （医師会診療所前） - 大塚 - 雲樹寺入口 - 宇賀荘 - 安来高校前 - 宮内 - 日立記念病院前 - 市民体育館前 - 〈御幸/大市場（安来駅方面行きのみ）〉 - 安来駅 - 和鋼博物館前
  - 13 草野 - 〈下十年畑（旧道）/下十年畑（県道）〉 - 赤屋 - 和子 - 井尻 - 伯太庁舎 - 医師会診療所前 - （宮中団地 - 安田交流センター前） - 大塚 - 雲樹寺入口 - 清水坂下 - 早田 - 安来高校前 - 宮内 - 日立記念病院前 - 市民体育館前 - 〈御幸/大市場（安来駅方面行きのみ）〉 - 安来駅 - 和鋼博物館前
    - 下十年畑（旧道）経由便は3月9日 - 12月25日のみ運行。

  - 13 草野 - 下十年畑（県道） - 赤屋 - 和子 - 井尻 - 伯太庁舎 - 医師会診療所前 - 大塚 - 雲樹寺入口 - 清水坂下 - 早田 - 安来高校前 - 宮内 - 日立記念病院前 - プラーナ前 - 丸合前 - 安来市役所前 - 安来駅 - 和鋼博物館前
- 上小竹 - 赤屋 - 伯太 - 米子線
  - 14 （上小竹 ← （新田谷 ← 下小竹谷公民館前 ← 久之谷 ← 下小竹谷公民館前 ← 新田谷） ←） 赤屋 - 和子 - （須山 - 福冨） - 和子 - 井尻 - 伯太庁舎 - 医師会診療所前 - 安田交流センター前 - 長台寺前 - 吉佐入口 - 吉佐 - 陰田 - 祇園町日ノ丸前 - 米子城入口（赤屋・上小竹行きの乗車・米子駅行きの降車のみ） - 米子駅
    - 上小竹 - 赤屋間は日曜日・祝日は運休。久之谷・下小竹谷公民館前・新田谷経由便は3月2日 - 12月25日のみ運行。久之谷・下小竹谷公民館前・新田谷非経由便は12月26日 - 3月1日のみ運行。
    - 吉佐以西は安来市内、陰田以東は米子市内となる。米子市内は快速便扱いとなる。
    - 須山で南部町ふれあいバスの伐株線と接続している便はない。
- 上小竹 - 赤屋線
  - 15 上小竹 - （新田谷 - 下小竹谷公民館前 - （久之谷） - 下小竹谷公民館前 - 新田谷） - 赤屋
    - 土曜日・日曜日・祝日は運休。久之谷 - 下小竹谷公民館前間は3月2日 - 12月25日のみ運行。
- 草野 - 赤屋線
  - 15 草野 - 〈下十年畑（旧道）/下十年畑（県道）〉 - 赤屋
    - 土曜日・日曜日・祝日は運休。下十年畑（旧道）経由便は3月9日 - 12月25日のみ運行。下十年畑（県道）経由便は12月26日 - 3月8日のみ運行。
- 安来 - 竹矢線
  - 16 和鋼博物館前 - 安来駅 - 安来市役所前 - 安来警察署前 - 荒島駅 - 渡橋 - 羽入 - 意東 - 東揖屋 - 出雲郷（あだかえ） - 竹矢
    - 竹矢で松江市交通局竹矢線の松江しんじ湖温泉駅・福祉センター方面、及び島根大学・東高校方面への便に接続。
    - 渡橋以東は安来市内、羽入以西は松江市内となる。市域を跨ぐと乗車時に整理券が配布され、券なし区間から乗り通すと、定期券も含め乗り入れ料金として200円加算される。